# Піски (Дмитровський міський округ)
Піски́ (рос. Пески) — присілок у складі Дмитровського міського округу Московської області, Росія.

## Населення
Населення — 5 осіб (2010; 0 у 2002).